# Martina Munz

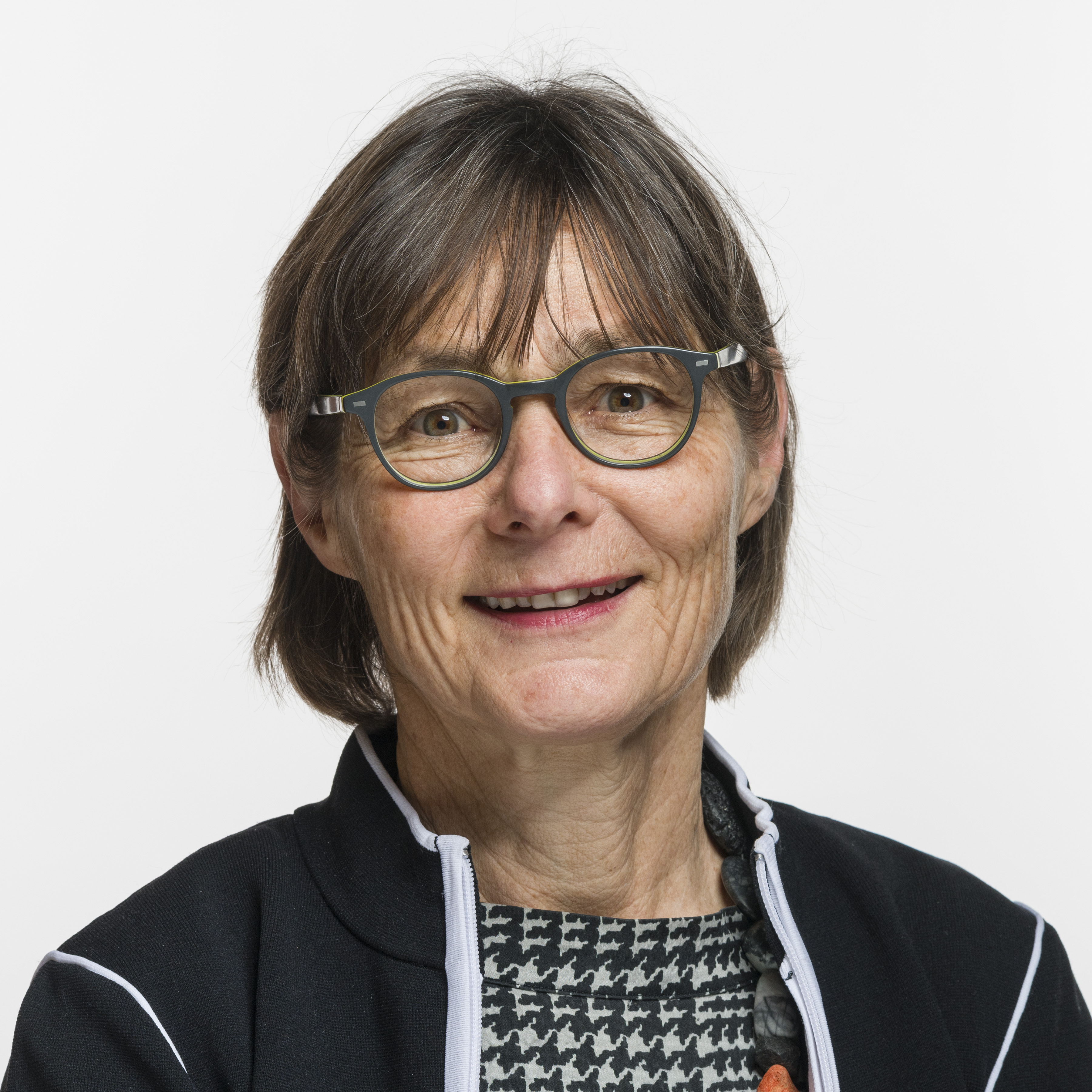
Martina Munz (2019)

Martina Munz (* 26. Dezember 1955 in Zürich; heimatberechtigt in Sulgen) ist eine Schweizer Politikerin (SP). Von 2013 bis 2024 war sie Nationalrätin.

## Biografie
Munz trat 1993 der SP bei. Von 2000 bis 2018 war sie Mitglied des Kantonsrates des Kantons Schaffhausen und von 2009 bis 2015 Präsidentin der SP Schaffhausen. Am 28. Juni 2016 wurde sie, als Nachfolgerin von Maya Graf, zur Präsidentin der Schweizer Allianz Gentechfrei (SAG) gewählt. Am 28. Juni 2025 übergab sie das Amt an Marionna Schlatter.
Am 9. September 2013 rückte Munz für den zurückgetretenen Hans-Jürg Fehr in den Nationalrat nach. Auf das Ende der Herbstsession 2024 trat sie als Nationalrätin zurück. Ihre Nachfolgerin ist Linda De Ventura.
Munz absolvierte das Studium der Agrarwissenschaften an der ETH Zürich und war Berufsschullehrerin. Sie ist verwitwet, Mutter von vier Kindern und wohnt in Hallau.
Am 4. Februar 2021 übernahm sie die Patenschaft für Julija Sluzkaja, belarussische Journalistin und politische Gefangene. Am 28. September 2021 wurde sie Schirmherrin von Alena Talkatschowa, Journalistin der belarussischen Website Tut.by und politische Gefangene.